# یواس‌اس اسوالد (دی‌ئی-۷۶۷)
یواس‌اس اسوالد (دی‌ئی-۷۶۷) (به انگلیسی: USS Oswald (DE-767)) یک کشتی بود که طول آن ۳۰۶ فوت (۹۳ متر) بود. این کشتی در سال ۱۹۴۴ ساخته شد.